# Александър Скарсгорд
Александър Йохан Ялмар Скарсгорд (на шведски: Alexander Skarsgård) е шведски актьор, носител на награди „Сателит“, „Еми“ и „Златен глобус“. Номиниран е за награда „Сатурн“. Известни филми с негово участие са „Зулендър“, „Бойни кораби“, „Легендата за Тарзан“, сериалът „Истинска кръв“ и други.

## Биография
Александър е роден на 25 август 1976 г. в Стокхолм, Швеция. Той е най-възрастният син на шведския актьор Стелан Скарсгорд и брат на актьорите Густаф Скарсгорд и Бил Скарсгорд.

## Кариера
Известен с ролята си на вампира Ерик Нортман в американския сериал на HBO „Истинска кръв, както и ролята на Пери Райт в минисериала „Големите малки лъжи“.

## Частична филмография
- 2001 – „Зулендър“ (Zoolander)
- 2011 – „Сламени кучета“ (Straw Dogs)
- 2011 – „Меланхолия“ (Melancholia)
- 2012 – „Бойни кораби“ (Battleship)
- 2013 – „Изтокът“ (The East)
- 2008 – 2014 – „Истинска кръв“ (True Blood)
- 2014 – „Пазителят“ (The Giver)
- 2015 – „Дневникът на една тийнейджърка“ (The Diary of a Teenage Girl)
- 2016 – „Зулендър 2“ (Zoolander 2)
- 2016 – „Легендата за Тарзан“ (The Legend of Tarzan)
- 2021 – 2023 – „Наследници“ (Succession), сериал